# ロクマリア＝プルザネ
ロクマリア＝プルザネ （Locmaria-Plouzané、ブルトン語:Lokmaria-Plouzane）は、フランス、ブルターニュ地域圏、フィニステール県のコミューン。時にLoc-Maria Plouzanéとのつづりもされる。
2011年、コミューンの正式名称をロクマリア＝ランヴェネック（Locmaria-Lanvénec）に変更しようとする議論が持ち上がった。これは、ロクマリアという地名がブルターニュに多くあるため頻繁に間違われることを防ぐために近郊のコミューン、プルザネの名を付けているのをやめて、住民の自称であるランヴェネコワとの一貫性を持たせるため、ロクマリア＝ランヴェネックにしようというものである。改名に関する住民投票は2012年後半に開催されることになった。
事前の議論やコミューン議会での投票に値する改名論議であったが、名称の変更は反対派が勝った。

## 地理
コミューンは台地の上にあり、面積は23.15ヘクタールである。ロクマリア＝プルザネは、ブルターニュにある多くの海岸の自治体と同様に、伝統的に2つの地区に分かれる。アルヴォール（arvor）と、行政の中心であるアルゴート（argoat）である。

## 歴史
中世、ロクマリア＝プルザネは、プルピケ・デュ・アルグエト家が治めるカウンティに含まれていた。
16世紀、ロクマリア＝プルザネはサン＝ルナンのセネシャルが治める代官区に含まれていた。
1790年、ロクマリア＝プルザネは単独でコミューンとなった。

## 人口統計
| 1962年 | 1968年 | 1975年 | 1982年 | 1990年 | 1999年 | 2006年 | 2010年 |
| ------ | ------ | ------ | ------ | ------ | ------ | ------ | ------ |
| 1191   | 1202   | 1824   | 2686   | 3589   | 4246   | 4807   | 4826   |

参照元:1999年までEHESS、2000年以降INSEE

## ブルトン語
2008年6月、コミューン議会はブルトン語の日常使用を促進するYa d'ar brezhoneg憲章の批准を可決した。

## 史跡

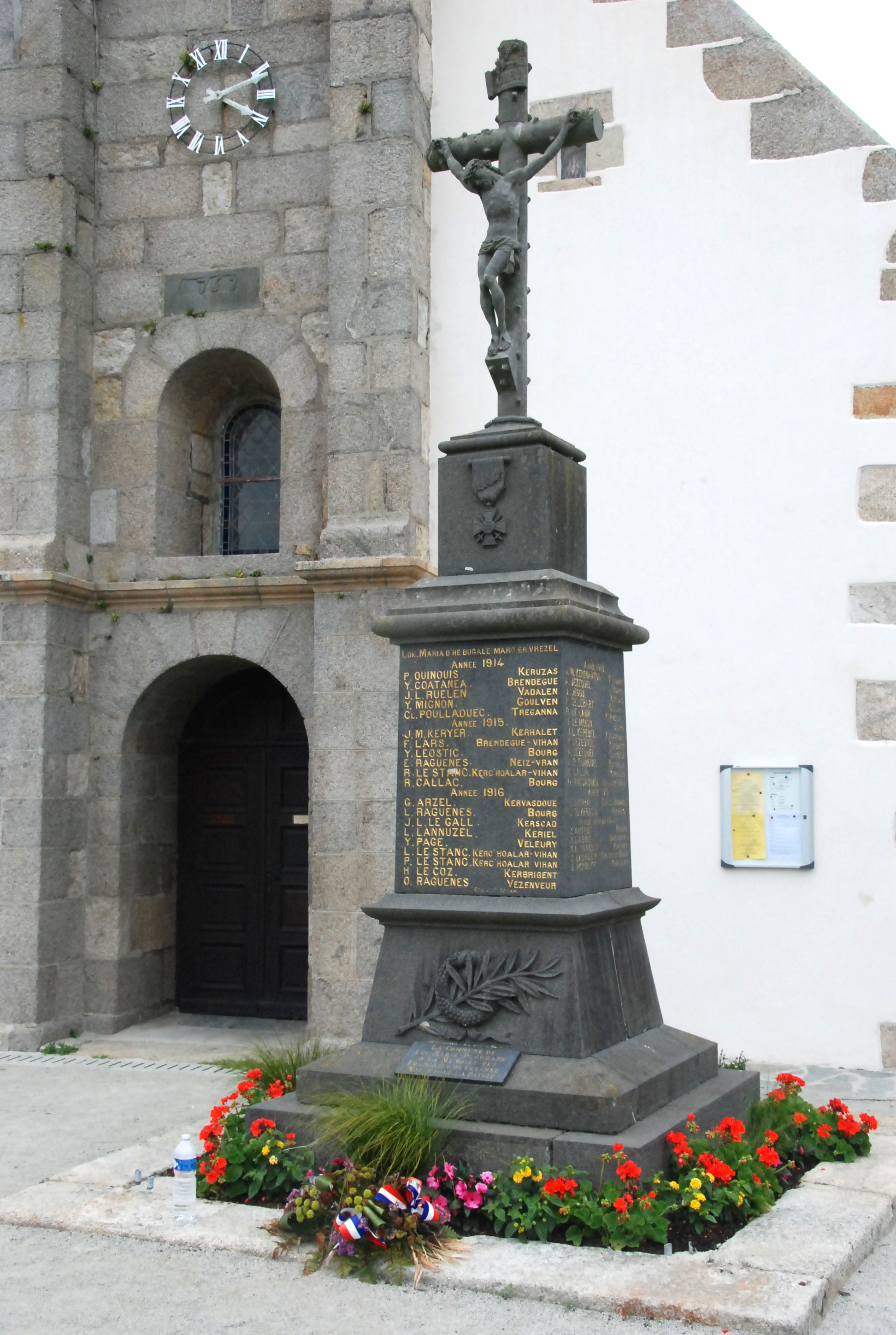
第一次世界大戦の戦死者記念碑

- ノートルダム教会 - 建物は1779年に完成。言い伝えによると、教会はかつて聖サネに捧げられた教会の上に建てられたという。
- サン・セバスティアン礼拝堂 - 1640年完成。黒死病の死者53人が埋葬されている。

## 姉妹都市
- ダンプリシャール、フランス
- ウェンバリー、イギリス